# 瞳はるか
瞳 はるか（ひとみ はるか、1991年9月22日 - ）は、大阪府出身の現役女子中高生アイドルグループ「ファンタ☆ピース」の元メンバー。学業優先のため2007年6月限りで芸能活動を休止。

## プロフィール
- 生年月日：1991年9月22日（33歳）
- 身長：167cm。
- スリーサイズ、足のサイズ：B80cm、W59cm、H88cm、S24cm。
- 血液型：A型。
- 趣味：お菓子作り。
- 特技：テニス。

## 出演

### テレビ
- ファンタくらぶ（2007年2月 - 、ケーブルウエストコミュニティチャンネル）
- 天使らんまん（2007年2月 - 、毎日放送） - エンディングテーマ

### ラジオ
- ファンタスター学園（2007年1月 - 5月、ラジオ大阪）

### CM
- 週3日制予備校 サクセス（2007年3月 - ）